# Шальнев, Анатолий Прокофьевич
Анато́лий Проко́фьевич Ша́льнев (5 июня 1937, с. Средняя Лукавка, Грязинский район Воронежская область, СССР — 26 сентября 2021, Миасс, Челябинская область, Россия) — советский, российский учёный, инженер, участник создания стратегических ракетных комплексов подводных лодок ВМФ СССР (Государственный ракетный центр имени академика В. П. Макеева). Доктор технических наук (2004). Автор 123 изобретений и 27 научных трудов в области ракетостроения, 6 патентов. Награждён Орденом Трудового Красного Знамени (1984), Орденами Знак Почёта (1970 и 1975), медалями СССР и РФ.

## Биография
Родился 5 июня 1937 года в селе Средняя Лукавка Грязинского района Воронежской области.
Окончил в 1960 году «Военмех» (1962).
С 1962 по 2011 год — работа в СКБ № 385 (с 1966 года — КБ машиностроения, с 1993 года — Государственный ракетный центр) (город Миасс Челябинской области) на различных должностях. С 1990 года — начальник проектно-конструкторского отдела пусковых систем.
Участник разработки 2-го и 3-го поколений морских ракетных комплексов.
Кандидат технических наук (1983).
Доктор технических наук (2004).
Автор 123 изобретений (из которых 33 внедрены), 27 научных трудов, 6 патентов.
Скончался в городе Миасс 26 сентября 2021 года. Похоронен на Северном кладбище.

## Личный вклад в ракетостроение
О вкладе Шальнева А. П. в создание стратегических ракетных комплексов подводных лодок ВМФ СССР:

Один из разработчиков основных техн[ических] решений по стартовым системам, определяющих конструктивно-компоновочных и режимных параметров стартовых систем, обеспечивающих безопасный старт ракет с ПЛ. Принимаал участие в разработке принципиально новой в отечественном ракетостроени и малогабаритной ПУ с резиновой амортизацией; предложил конструкцию светопровода для систем прицеливания ракеты, обеспечивающую надёжную оптическую связь в затопленной шахте, что повысило точность системы прицеливания; под руководством и личном участии разработана принципиально новая схема старта и ПУ на основе применения АРСС, ПАДа и газоструйной защиты ракеты-комплекса Д-19; предложил перспективную конструкцию мембраны для герметизации верхнего среза шахты.

## Основные награды
- Орден Знак Почёта (1970, 1975)
- Орден Трудового Красного Знамени (1984)
- Юбилейная медаль «300 лет Российскому флоту» (2002)
- Медаль имени академика В. П. Макеева Федерации космонавтики России
- Медаль «Ветеран труда»
- Премия имени В. П. Макеева (2004)
- Заслуженный работник предприятия (ГРЦ имени академика В. П. Макеева)[1][2]